# Raúl Bobadilla
Raúl Marcelo Bobadilla (* 18. června 1987, Buenos Aires, Argentina) je argentinsko-paraguayský fotbalový útočník, v současnosti hráč klubu FC Augsburg. Reprezentuje Paraguay v seniorské kategorii.

## Klubová kariéra
- CA River Plate (mládež)
- CA River Plate 2006–2007
- →  FC Concordia Basel (hostování) 2006–2007
- Grasshopper Club Zürich 2007–2009
- Borussia Mönchengladbach 2009–2012
- →  Aris Soluň (hostování) 2011
- BSC Young Boys 2012–2013
- FC Basilej 2013
- FC Augsburg 2013–

## Reprezentační kariéra

### Paraguay
V A-mužstvu Paraguaye debutoval 26. 3. 2015 v přátelském utkání v San José proti Kostarice (remíza 0:0).